# 大青薯
大青薯（学名：Dioscorea benthamii）又名山药薯、田箐，是薯蓣科薯蓣属的植物。分布在台灣以及中国的广西、广东、福建等地，生长于海拔300米至900米的地区，一般生长在山坡、山谷、山地、水边或路旁的灌丛中，目前尚未由人工引种栽培。

## 扩展阅读
- 維基物種上的相關：大青薯